# 阿古利亚诺
阿古利亚诺（義大利語：Agugliano）是意大利马尔凯大区安科纳省的一个市镇，距离省府安科纳约13公里。